# Muhammad Kudarat
Muhammad Dipatuan Kudarat (ook gespeld als Qudarat) (1581 - 1671) was sultan van Maguindanao. Kudarat stond bij de Spanjaarden wel bekend als Corralat en bij de Hollanders als Guserat. Muhammad Kudarat was een directe afstammeling van Shariff Kabungsuan, een islamitische dāˤī (missionaris) die het islamitische geloof in de 14e eeuw in Mindanao introduceerde. Gedurende zijn regeerperiode van 1619 tot 1671 sloeg hij succesvol Spaanse pogingen om het sultanaat te veroveren af en verhinderde hiermee de bekering van de lokale bevolking naar het christendom.
De provincie Sultan Kudarat en de gemeente Sultan Kudarat in Maguindanao zijn naar deze sultan vernoemd.

## Regeerperiode
Nadat Kudarat in 1619 zijn vader opvolgde versloeg hij in een machtsstrijd enkele andere regionale datus en werd zodoende heerser over het gebied Pulanqui. Hij beheerste ook het tegenwoordige Cagayan de Oro en Caraga. De heersers in Misamis en Bukidnon werden zijn vazallen. De sultan onderhandelde zowel met de Hollanders als met de Spanjaarden over de erkenning van de soevereiniteit van zijn rijk. De Spanjaarden probeerden het gebied diverse keren te veroveren, maar slaagden hierin niet. Op 25 juni 1645 sloot de Spaanse gouverneur-generaal Alonso Fajardo de Entenza een verdrag met Kudarat waarin werd vastgelegd dat Spaanse missionarissen de religieuze behoeften van christenen in het sultanaat mochten bedienen. Er werd bovendien een kerk toegestaan en mocht handel worden gedreven in het Sultanaat. In 1658 laaide de oorlog tussen het sultanaat en de Spanjaarden echter weer op toen Mindoro, Bohol en Leyte werden geplunderd. De Spanjaarden kregen echter geen voet aan grond in de regeerperiode van Sultan Kudarat.